# ماراثون عمان الصحراوي
ماراثون عُمان الصحراوي (بالإنجليزية:The Oman Desert Marathon) هو سباق ماراثون طوله 165 كيلو متراً، ويُلزم كل عداء بالاعتماد الكامل على نفسه. يتضمن مارثون عُمان الصحراوي ستة مراحل. حيث تبدأ مراحل السباق من واحة الواصل بولاية بدية وتنتهي في صحراء الربع الخالي. وسط أشعة الشمس ودرجات الحرارة المرتفعة نسبياً.

## قائمة الفائزين
| السنة | الفائز ذكور   | الفائز إناث   |
| ----- | ------------- | ------------- |
| 2018  | رشيد المرابطي | عزيزة الراجي  |
| 2017  | محمد المرابطي | ناتاليا سيديخ |
| 2016  | رشيد المرابطي | عزيزة الراجي  |
| 2015  |               |               |
| 2014  |               |               |
| 2013  |               |               |

## وصلات خارجية
- الموقع الرسمي